# Benno Singer
Bernhard Henry Singer, detto Benno (Budapest, 28 febbraio 1875 – Dublino, 17 maggio 1934), è stato un impresario teatrale e imprenditore ungherese naturalizzato britannico.

## Biografia
Nacque a Budapest; si trasferì a Londra all'età di undici anni. Fu sposato due volte, prima con Evelyn Mary Davis, e in seguito con Mella Marie Schmidt. Singer fu il responsabile per l'intrattenimento durante l'Esibizione del Giubileo del 1914 a Kristiania, in Norvegia. Fondò e gestì il Theatre Moderne a Kristiania dal 1914 al 1925. La prima rappresentazione teatrale presso il Theatre Moderne fu Futt del 1915, che è ricordata per l'innovazione di August Schønemann come comico. Singer ha anche fondato e gestito l'Opera Comique dal 1918 al 1921. Morì a Dublino nel 1934.